# Camp de Jabalia
El Camp de Jabalia (àrab: مخيّم جباليا, muẖayyam Jabāliyā) és un camp de refugiats palestí situat a 3 quilòmetres al nord de Jabalia, prop de la frontera israeliana. El campament de refugiats està en la Governació de Gaza Nord, a la Franja de Gaza. Segons l'Oficina Central d'Estadístiques de Palestina, el campament tenia 93.455 persones a mitjan 2006. Segons dades de l'Agencia de Nacions Unides per als Refugiats de Palestina a Orient Pròxim (UNRWA), 107.590 refugiats vivien en el campament de Jabalia i uns altres 87.659 fora d'ell el maig de 2013,un 18,19% de la població total de refugiats a la Franja de Gaza, la qual cosa el converteix en el major campament de refugiats de l'Estat de Palestina. La seva superfície és solament d'1,4 km², fent-lo un dels llocs més densament poblats del món.

## Història
El campament de Jabalia es va crear en 1948 per donar recer a uns 35.000 refugiats palestins que van ser expulsats o van fugir de les seves llars, principalment en el sud de Palestina, durant la Nakba o Catàstrofe, els desplaçats que van perdre la guerra que una coalició de països àrabs, contravenint la ONU, va llançar contra el recent format estat d'Israel.
La Primera Intifada va començar en amb un incident en el campament de refugiats de Jabalia. El 8 de desembre de 1987, un vehicle que transportava treballadors d'aquest campament va ser envestit per un camió militar israelià, causant la mort de quatre persones i ferint a diverses més. En les manifestacions arran d'aquestes morts, un jove palestí de 17 anys, Hatem Abu Sisi, va ser assassinat per soldats israelians. El campament ha estat escenari de molta violència al conflicte palestinoisraelià. També es considera un bastió important del moviment Hamàs. El campament és el més gran camp de refugiats en territori palestí.
Durant el conflicte entre Israel i Gaza de 2014, segons els informes l'artilleria d'Israel va colpejar una escola de l'UNRWA al camp de Jabalia, matant almenys 15 palestins que s'hi refugiaven. Un portaveu de l'ONU va declarar: «Ahir a la nit, uns nens van ser assassinats mentre dormien al costat dels seus pares a terra d'una aula en un refugi designat per l'ONU a Gaza. Els nens van morir durant el son; ... això és una ofensa per a tots nosaltres, una font de vergonya universal. Avui dia el món es troba en desgràcia.»

## Persones notables
- Izzeldin Abuelaish, metge
- Mahmoud al-Mabhouh, comandant de Hamas
- Jamila Abdallah Taha al-Shanti, política i membre de Hamàs